# Elisabeth Heinsick
Elisabeth Heinsick (* 8. Mai 1898 in Berlin; † 27. März 1982 in Weimar) war eine deutsche Schriftstellerin, Schauspielerin und Politikerin. Nach dem Zweiten Weltkrieg engagierte sie sich politisch in der LDP und der Vereinigung der Verfolgten des Naziregimes. Sie war Mitglied des 2. Deutschen Volksrates und der Provisorischen Volkskammer.

## Leben
Heinsicks Eltern stammten aus Russland, ihr Vater war Sänger und zum Zeitpunkt ihrer Geburt bei der Berliner Oper Unter den Linden engagiert. Sie heiratete den Schriftsteller Paul Heinsick. Ab den 1930er Jahren schrieb sie Märchenhörspiele für den Rundfunk und gehörte zu den Mitautoren des Märchenfilmes Dornröschen unter der Regie von Alf Zengerling, der 1936 in die Kinos kam. Ab Ende der 1930er Jahre engagierte sie sich gemeinsam mit ihrem Mann im Widerstand gegen den Nationalsozialismus, weswegen beide mehrmals verhaftet wurden. Paul Heinsick starb 1946, nachdem er viele Jahre im Konzentrationslager Sachsenhausen inhaftiert gewesen war.
Nach Kriegsende war ihr neuer Lebensmittelpunkt die Klassikerstadt Weimar. Sie engagierte sich ab 1945 in der Liberal-Demokratischen Partei (LDP) und wurde auf deren 3. Parteitag im Februar 1949 als Frauenvertreterin in den Zentralvorstand der Partei gewählt, in dem sie bis Juni 1951 Mitglied blieb. Zudem wurde sie auf dem 4. Landesparteitag  der Thüringer LDP im Juli 1949 als Beisitzerin und Frauenvertreterin in den Vorstand des Thüringer Landesverbandes gewählt. Später war sie Mitglied des Erfurter Bezirks- und des Weimarer Kreisvorstands. Darüber hinaus engagierte sie sich in der Vereinigung der Verfolgten des Naziregimes, in deren Thüringer Landesverband sie im April 1949 zur 2. Vorsitzenden gewählt wurde, und war Mitbegründerin des Demokratischen Frauenbunds. Sie vertrat die VVN von Mai 1949 bis Oktober 1950 auch als Abgeordnete im 2. Deutschen Volksrat der Sowjetischen Besatzungszone und in der Provisorischen Volkskammer der Deutschen Demokratischen Republik. Über den späteren Lebensverlauf von Elisabeth Heinsick ist wenig bekannt, sie wirkte aber noch 1966 als Schöffin am Kreisgericht Weimar-Stadt. Bis zu ihrem Tod war sie Mitglied der Zentralleitung des Komitees der Antifaschistischen Widerstandskämpfer.

## Werke
- Neue Märchen fürs Kinderherz. 1935.
- Puck Silberbein. Neue Märchen aus neuer Zeit. 1936.
- Die Kunst des Billardspiels. 1940.
- Tiere in Haus und Hof. 1941.
- Fritzchens Mondfahrt. Ein Märchen. 1946.

## Ehrungen
- 1966 Clara-Zetkin-Medaille[2]
- Medaille für Kämpfer gegen den Faschismus 1933 bis 1945[1]
- Wilhelm-Külz-Ehrennadel[1]
- Vaterländischer Verdienstorden in Silber[1]